# Dörrenbach (Kürten)
Dörrenbach ist ein Wohnplatz in der Gemeinde Kürten im Rheinisch-Bergischen Kreis.

## Lage und Beschreibung
Der Ort liegt südlich von Forsten an der Landesstraße 146.

## Geschichte
Dörrenbach wurde erstmals im Jahr 1396 als Duͤrrenbach (uͤ = Buchstabe des lateinischen Schriftsystems, bestehend aus einem „u“ mit einer übergesetzten „e“ Minuskel) urkundlich erwähnt. Der Appellativ im Ortsnamen geht wie unschwer erkennbar auf einen Bach zurück, das Bestimmungswort kommt vom nhd. dürr in der Bedeutung „wasserarm“, „leicht versiegend“.
Der Ort ist auf der Topographischen Aufnahme der Rheinlande von 1824 als Dorrenbach verzeichnet.
Auf Messtischblättern ist er regelmäßig als Dörrenbach verzeichnet.
1822 lebten 20 Menschen im als Hof kategorisierten und Dorrenbach bezeichneten Ort.
1830 hatte der Ort 21 Einwohner.
Der 1845 laut der Uebersicht des Regierungs-Bezirks Cöln als Hof kategorisierte Ort besaß zu dieser Zeit vier Wohnhäuser. Zu dieser Zeit lebten 14 Einwohner im Ort, davon sechs katholischen und acht evangelischen Bekenntnisses.
Die Gemeinde- und Gutbezirksstatistik der Rheinprovinz führt Dörrenbach 1871 mit drei Wohnhäusern und 13 Einwohnern auf.
Im Gemeindelexikon für die Provinz Rheinland von 1888 werden zwei Wohnhäuser mit 13 Einwohnern angegeben.
1895 hatte der Ort zwei Wohnhäuser und zwölf Einwohner.
1905 besaß der Ort zwei Wohnhäuser und elf Einwohner und gehörte konfessionell zum katholischen Kirchspiel Olpe und zum evangelischen Kirchspiel Delling.
1927 wurden die Bürgermeisterei Olpe in das Amt Olpe überführt. In der Weimarer Republik wurden 1929 die Ämter Kürten mit den Gemeinden Kürten und Bechen und Olpe mit den Gemeinden Olpe und Wipperfeld zum Amt Kürten zusammengelegt. Der Kreis Wipperfürth ging am 1. Oktober 1932 in den Rheinisch-Bergischen Kreis mit Sitz in Bergisch Gladbach auf.
1975 entstand aufgrund des Köln-Gesetzes die heutige Gemeinde Kürten, zu der neben den Ämtern Kürten, Bechen und Olpe ein Teilgebiet der Stadt Bensberg mit Dürscheid und den umliegenden Gebieten kam.